# کولپاسو
کولپاسو (به ایتالیایی: Collepasso) یک کومونه در ایتالیا است که در استان لچه واقع شده‌است.

## خصوصیات
کولپاسو ۱۲ کیلومترمربع مساحت و ۶٬۵۱۹ نفر جمعیت دارد و ۱۲۰ متر بالاتر از سطح دریا واقع شده‌است.